# 时间竞速
時間競速（英語：Time attack）指的是電子遊戲或賽車以縮短過程時間為目的進行的挑戰。在一些可以存讀檔的電子遊戲當中，競速攻略的標準通常是參考遊戲內顯的遊戲時間，玩家可藉由反覆存讀檔達到最短的時間，例如說反覆讀檔直到打贏一場勝率只有1%的戰鬥。反覆提檔的時間將不會顯示在遊戲計時器中，因此可以讓遊戲計時器顯示的時間盡可能的縮短。
真實時間競速（Real time attack，簡稱RTA）則是為了和這種狀況有所區別創造出來的新名詞，玩家在攝影機及現場觀眾的見證下用真實世界中的鬧鐘來計時，挑戰最短的攻略時間。